# Prenesta prosopealis
Prenesta prosopealis is een vlinder uit de familie van de grasmotten (Crambidae), uit de onderfamilie van de Spilomelinae. De wetenschappelijke naam van deze soort is voor het eerst voorgesteld als Salbia prosopealis door Francis Walker in een publicatie uit 1859.
De soort komt voor in Jamaica.